# Hinduizm a inne religie
Hinduizm od czasów swoich początków silnie oddziaływał na sąsiednie i wywodzące się z niego religie. Wpływy te miały zwykle charakter wzajemnych oddziaływań. Z hinduizmu wywodzą się dźinizm, buddyzm, adźiwikowie, sikhizm i kilka innych religii, które z różnych względów nie są uznawane za wyznania w pełni hinduistyczne.
Pierwsze dwie założone były przez hinduistów i mają wiele wspólnych elementów z hinduizmem: wiara w karmę, reinkarnację, dążenie do wyzwolenia oraz podobną etykę (jednak nie identyczną; np. etyka dźinijska jest bardziej surowa). Zdarzało się nawet, że uważane były za odłamy hinduizmu. Nie bazują jednak na Wedach (ani na innych świętych pismach hinduizmu) co sprawia, że nie mogą być kultami hinduistycznymi. Dodatkowo uznają innych świętych oraz nie występują w nich hinduistyczne dewy. Adźiwikowie natomiast odłączyli się od dźinizmu (w pierwszych latach tejże religii – jeszcze za życia jej założyciela – Mahawiry) i głoszą oni fatalizm sądząc, że każda dusza i tak osiągnie oświecenie niezależnie od czynów, co jest sprzeczne z nauką hinduizmu (oraz dżinizmu).
Niektóre dewy i dewi hinduistyczne (np. Ganeśa, Saraswati) przedostały się poza Indie do rejonów takich jak Tybet, Chiny, Azja Południowo-Wschodnia, Indonezja, a nawet Japonia i pojawiły się (choć w nieco zmienionej formie) w religiach tamtejszych narodów.

## Hinduizm a sikhizm
Sikhizm również założony był przez hinduistę (nawróconego później na islam) – Nanaka oraz zawiera liczne elementy hinduizmu: typowo wisznuickie bhakti, karma, reinkarnacje, oraz wiarę, że świat to tylko maja. W dodatku Sri Guru Granth Sahib została napisana częściowo przez świętych hinduizmu (np. Kabira)  Podstawą sikhizmu jest jednak autorytet Sri Guru Granth Sahib, a nie świętych pism hinduizmu, ponadto sikhowie uznają innych świętych i przywódców duchowych, czczą Boga bezforemnego oraz nie oddają czci awatarom.

## Hinduizm a sufizm
Wpływ hinduistyczny dostrzec można także w sufizmie. Część sufich indyjskich inspirowała się duchową tradycją jogi. Charakterystyczne dla niektórych kierunków sufizmu indyjskiego (zwł. maharashtryjskiego) było łączenie tradycji i religii hinduistycznej i muzułmańskiej.

## Hinduizm a religie irańskie
Religie irańskie i religia Ariów mają wspólne źródła i wiele wspólnych bóstw – hierarchia panteonu i pojęcia religijne były jednak odmienne, a czasem nawet przeciwstawne. Mimo bliskich kontaktów, religie irańskie nie wywarły bardzo dużego wpływu na hinduizm. W okresie panowania Kuszanów powstawały jednak świątynie irańskie w Indiach, nieraz monumentalne. Kuszanowie przyczynili się też do ożywienia niektórych prawie zamarłych kultów aryjskich – największe znaczenie miał tu kult Surji, dla Ariów bardzo istotny, w czasach poaryjskich zanikający, a przywrócony w nowej formie przez Kuszanów i istotny do dziś. W VIII w. do Indii przybyła grupa zaratusztrian uciekających przed naporem islamskim, zwanych Parsami. Przyswoili sobie oni język, ubiór i obyczaje hinduskie, nie  zostali jednak włączeni w system kastowy. Jednym z bardziej znanych Parsów był Freddie Mercury. Ponadto, niektórzy zaratusztrianie indyjscy (nawet ich przywódcy religijni) czczą niektórych hinduistycznych świętych, np. Shirdi Sai Babę.

## Hinduizm a chrześcijaństwo
Kontakty indyjsko-chrześcijańskie są dawne, sięgają starożytności. Według legend przyniósł chrześcijaństwo do Indii św. Tomasz Apostoł. Od starożytności, przede wszystkim za sprawą misji syryjskich, żyło wielu chrześcijan na Południu, przeważnie wyznawców różnych nurtów monofizyckich. Ich stosunki z Hindusami były przeważnie pokojowe.
W XVI w. działalność misjonarską w Indiach rozpoczęli katolicy, szczególnie jezuici. Jezuici na mocy doktryny inkulturacji mogli sprzyjać włączaniu nie kłócących się z katolicyzmem elementów kultury indyjskiej i hinduizmu do chrześcijaństwa, co ułatwiało konwersję. Mieli jednak wielu wrogów, tak w Indiach, jak w Europie. Przeciwnicy polityczni Towarzystwa Jezusowego podsycali spór o akomodację, oskarżając jezuitów o synkretyzm – spór ten wiązał się przede wszystkim z Chinami, ale także z Indiami. Wielu jezuitów prowadziło życie typowe dla sadhu i sannjasinów, żyjąc w ascezie wśród ludu indyjskiego i nauczając katolicyzmu za pomocą indyjskiego języka i indyjskich pojęć. Jezuiccy sadhu nawrócili w XVI w. ponad 100000 mieszkańców południowych Indii. Na terenach opanowanych przez Portugalczyków (Goa i Cejlon) nawracanie miało jednak często charakter przymusowy. Jezuici doprowadzili także do kilku dużych unii kościołów chrześcijańskich istniejących w Indiach od starożytności z Kościołem katolickim. Wrogowie jezuitów na Zachodzie doprowadzili jednak do ograniczeń w doktrynie akomodacji (a ostatecznie do kasaty zakonu w XVIII w.), w Indiach natomiast chrześcijanie zaczęli być prześladowani przez władców hinduistycznych i muzułmańskich, co doprowadziło do znacznego ograniczenia ich liczby. Niechęć Hindusów do chrześcijan podsycał fakt, że konwertytami byli często pariasi i reprezentanci niskich dźati dążący do podniesienia w ten sposób swojego statusu społecznego, niektóre działania Portugalczyków oraz niechęć do europejskich obyczajów (zwłaszcza spożywania alkoholu i mięsa). Anglikanie podczas rządów brytyjskich nie podjęli większych wysiłków w celu nawrócenia Hindusów na chrześcijaństwo, a kiedy je podejmowali, starali się, inaczej niż katolicy, europeizować ich, nie odnieśli więc większych sukcesów. Niechęć Hindusów i chrześcijan podsycał fakt, że indyjscy chrześcijanie odnieśli się w XIX w. z dystansem lub wrogo do indyjskiego ruchu niepodległościowego. Do dziś istnieją fundamentalistyczne grupy hinduskie (jak Hindu Mahasabha) odnoszące się do chrześcijan bardzo wrogo, przede wszystkim na tle obaw przed europeizacją Indii. Organizacja ta, posiadająca znaczne wpływy polityczne, wystąpiła z ostrą krytyką zaproszenia do Indii przez indyjskiego premiera w 1986 papieża Jana Pawła II, podczas pielgrzymki organizowała zaś liczne antypapieskie manifestacje.
Wiele elementów chrześcijańskich przeniknęło do tzw. neohinduizmu (tzn. hinduizmu rozwijającego się na Zachodzie lub odnowionego pod wpływem różnorakich doktryn współczesnych i pozaindyjskich). Zmarły w 1833 Ram Mohan Roy uważał Jezusa za jednego z wielkich pośredników do wolności i szczęścia całej ludzkości. zm. w 1884 Keshab Chandra Sen nauczał, że Jezus wcielił się w ciało ludzkie by nauczać wszystkich ludzi o istniejącej w nich boskości. Dla Swamiego Wiwekanady Jezus był boskim objawieniem i inkarnacją Absolutu, co właściwe jest jednak w analogiczny sposób także innym ludziom. Mahatma Gandhi uważał, że tak samo jak słowa Kryszna i Rama, słowo Chrystus wyraża obecność Boga wśród ludzi. Radhakrishnan twierdził, że Chrystus przygotowywał dla ludzkości drogę do odkrycia tego, co w niej boskie. Wielu neohinduistów porównuje nauczanie Chrystusa z nauczaniem Buddy, którym także się inspirują.
W katolicyzmie dużą uwagę na hinduizm zwrócił Sobór watykański II, według którego (DRN 2) hinduizm za pomocą swojej filozofii i mitologii chce jednocześnie przeniknąć i wyrazić niezgłębioność tajemnicy Boga. Sobór ten podkreślił także wartość obecnych w hinduizmie elementów ascetycznych oraz ufności do Boga (występującej zwłaszcza w bhakti). W 1964 odwiedził Indie Paweł VI. Renesans od tego czasu przeżywa oparta na dawnych wzorcach działalność jezuitów w Indiach, istnieją też nowe konwersje.
Powstała Komisja do Spraw Dialogu Konferencji Biskupów Indii, która w swojej działalności podkreśla, że Indie jako kraj w którym styka się wiele religii może stać się prekursorem dialogu międzyreligijnego w Kościele. Powstały też *katolickie aśramy, np. :
- Anjali Aśrama w Majsurze w 1979,
- karmelicki ośrodek w Kodżampattur w 1981,
- ośrodek Swamiego Chidandy w Riszikeszu).

W Indiach często odbywają się konferencje międzyreligijne organizowane przez katolików, a czasem także przez luteran (np. przez Luterańskie Kolegium Teologiczne w Madrasie).
Papież Jan Paweł II w 1985 odbył spotkanie z przedstawicielami hinduizmu i islamu w Nairobi, a w 1986 odbył pielgrzymkę do Indii, w czasie której spotkał się z hinduistami i przedstawicielami łacińskich, syro-malabarskich i syro-malankarskich wspólnot katolickich.
Dialog międzyreligijny wiedzie jednak także do nadużyć religijnych i teologicznych – z napomnieniem spotkał się m.in. włączający do katolicyzmu elementy hinduistyczne jezuita Anthony de Mello. To, że dialog między religiami nie może być po prostu naśladowaniem, podkreśla szczególnie List do biskupów Kościoła katolickiego o niektórych aspektach medytacji (1989) wydany przez Kongregację do Spraw Doktryny Wiary, w którym Kongregacja przestrzega przed praktykami mistycznymi Wschodu, jeśli nie łączą się one w sposób ścisły z modlitwą chrześcijańską.

## Hinduizm a judaizm
Żydzi przybyli do Indii ok. VIII w. za sprawą kontaktów handlowych. Osiedlili się przede wszystkim na wybrzeżu malabarskim, ale także w innych miastach. Społeczność żydowska w Koczinie dzieliła się na białych Żydów (wygnańców z Kranganuru, oraz Żydów europejskich i osmańskich), mających osobne synagogi czarnych Żydów (przypominających kolorem skóry Hindusów) i meshuhrarim, Żydów należących do najniższych kast. Znaczna koczińska społeczność żydowska przyjęła język malajalam oraz wpisała się w system kastowy. Inną dużą społecznością byli od XVIII w. Żydzi z Bombaju (Bnej Izrael), którzy jednak zatracili swoje zwyczaje i obrzędy, włączając do swojej religii obrzędowość hinduską. Istnieje także żyjąca na pograniczu Indii grupa Bnej Menasze, która uznaje się za Żydów od niedawna.